# 1963년 린든 B. 존슨 대통령 취임식
제36대 미국 대통령인 린든 B. 존슨의 첫 미국 대통령 취임식은 1963년 11월 22일 금요일, 존 F. 케네디 대통령 암살 사건 이후 댈러스 러브 필드의 에어 포스 원 (구체적으로는 VC-137C SAM 26000)에서 거행되었다. 이 취임식은 역사상 여덟 번째 비정규 취임식으로, 린든 B. 존슨의 첫 임기(425일간의 부분 임기)의 시작을 알렸다.

## 존 F. 케네디 암살 사건
11월 22일 정오 12시 30분(중부 표준시), 케네디는 댈러스에서 영부인 재클린과 함께 대통령 차량 행렬에 탑승 중 총격을 받았다. 부통령 존슨은 영부인 레이디 버드 존슨과 텍사스주 상원의원 랠프 야보로와 함께 대통령 차량 뒤에 타고 있었다. 총성이 울린 직후, 존슨은 비밀경호국 요원 루퍼스 영블러드에 의해 바닥으로 던져져 앉게 되었고, 대통령과 부통령의 차량은 파크랜드 메모리얼 병원으로 질주했다.
처음에는 존슨도 총에 맞았거나 팔에 약간의 부상을 입었다거나, 또는 (8년 전 거의 죽을 뻔했던) 또 다른 심장마비를 겪었다는 보고가 있었다. 존슨 부인은 기자들에게 그가 괜찮으며 자신이 목격한 일로 인해 충격을 받은 것 외에는 어떠한 부상이나 질병도 겪지 않았다고 확인해주었다.
병원에서 존슨은 비밀경호국 요원들에게 둘러싸여 있었는데, 요원들은 존슨도 암살 대상이 될 수 있으므로 워싱턴으로 돌아가라고 권유했다. 존슨은 케네디의 상태를 알기 전까지는 기다리고 싶어 했지만, 오후 1시 20분, 케네디가 사망했다는 소식을 듣고 거의 20분 후에 병원을 떠났다.

## 댈러스 러브 필드

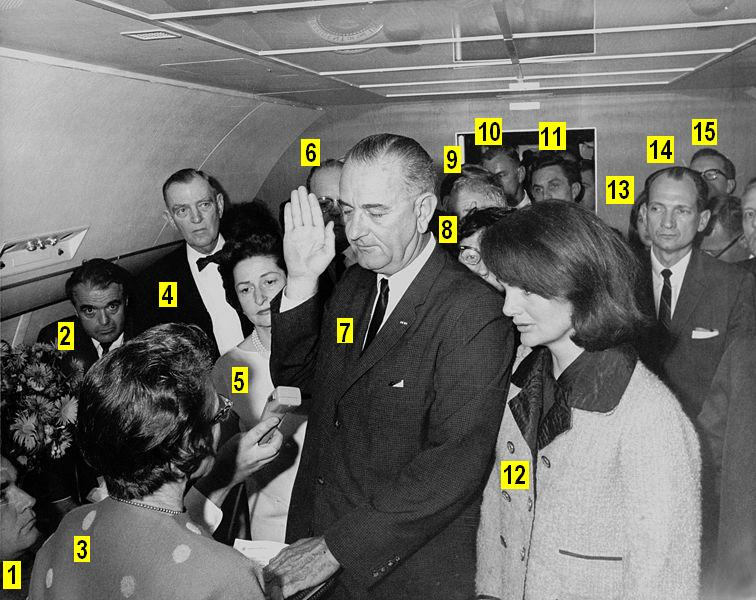
존 F. 케네디 암살 사건 직후 댈러스 텍사스주 에어 포스 원에서 취임 선서를 하는 린든 B. 존슨. 확인된 인물은 다음과 같다:
(#1) 맬컴 킬더프 (공보비서),
(#2) 잭 발렌티 (언론 고문),
(#3) 사라 T. 휴즈 판사,
(#4) 앨버트 토머스 의원,
(#5) 레이디 버드 존슨,
(#6) 제시 커리 서장 (댈러스 경찰서장),
(#7) 린든 B. 존슨,
(#8) 에블린 링컨 (존 F. 케네디의 개인 비서),
(#9) 호머 손베리 의원,
(#10) 로이 켈러먼 (미국 비밀경호국 요원),
(#11) 렘 존스 (미국 비밀경호국 요원),
(#12) 재클린 케네디,
(#13) 파멜라 터너 (재클린 케네디의 공보비서),
(#14) 잭 브룩스 의원,
(#15) 빌 모이어스 (평화봉사단 부국장). 사진: 세실 W. 스토턴.

이때 존슨의 두 딸(린다 버드 존슨 롭과 루시 베인스 존슨)을 비밀경호국이 보호하기 위한 조치가 이루어졌으며, 통신 장비가 더 좋은 대통령 전용기를 타고 떠나기로 결정되었다. 존슨은 표시 없는 경찰차를 타고 댈러스 러브 필드로 이동했으며, 이동 내내 차창 아래에 몸을 숨겼다.
대통령은 남편의 시신 없이는 댈러스를 떠나지 않으려는 재클린 케네디가 에어 포스 원에 도착하기를 기다렸다. 케네디의 관이 마침내 항공기에 실렸지만, 존슨이 취임 선서를 하기 전까지는 이륙이 지연되었다.
비밀경호국이 부검이 필요하다고 주장한 댈러스 검시관 얼 로즈의 뜻을 거슬러 파크랜드 병원에서 케네디의 시신을 가져갔기 때문에, 댈러스 경찰국이 에어 포스 원의 이륙을 막으려 할지도 모른다는 우려가 있었다.
존슨 대통령은 오랜 친구인 연방 지방법원 판사 사라 T. 휴즈를 취임 선서 집행자로 선택했다.

### 에어 포스 원에서의 취임식
취임식을 위해 27명이 에어 포스 원의 12피트 x 15피트(약 3.6m x 4.5m) 크기 선실에 몸을 구겨 넣었다. 즉시 이륙하기 위해 항공기가 외부 전원 공급 장치에서 분리되어 에어컨이 작동하지 않아 불편함이 가중되었다. 취임식이 진행되는 동안 에어 포스 원의 4개 제트 엔진은 시동을 걸고 있었다.
워런 위원회의 보고서는 취임식을 다음과 같이 상세히 기술했다.
대통령 전용기에서 새 대통령은 법무부 장관 로버트 F. 케네디에게 전화를 걸었고, 로버트 F. 케네디는 존슨이 비행기가 댈러스를 떠나기 전에 대통령 취임 선서를 할 것을 권고했다. 연방 판사 사라 T. 휴즈가 급히 비행기로 가서 선서를 집행했다. 대통령 및 부통령 수행원들이 비행기 중앙 칸을 가득 채워 취임식을 목격했다. 중부 표준시 오후 2시 38분, 린든 베인스 존슨은 제36대 미국 대통령으로 취임 선서를 했다. 존슨이 선서할 때 케네디 부인과 존슨 부인이 새 대통령 옆에 섰다. 9분 후, 대통령 전용기는 워싱턴 D.C.로 출발했다.
휴즈 판사가 에어 포스 원 회의실에서 집행한 취임식은 여성이 대통령 취임 선서를 집행한 첫 사례이자, 비행기에서 거행된 유일한 경우였다. 보통은 미국의 연방 대법원장이 대통령의 선서를 받는다. 이 경우라면 얼 워런이 될 것이었다. 존슨은 통상적인 성경 대신 케네디의 에어 포스 원 침실에 있는 협탁에서 발견된 미사 경본에 선서했는데, 이것이 성경으로 오인되었다(존슨은 가톨릭 신자가 아니었다). 선서를 마친 후 존슨은 아내의 이마에 입을 맞췄다. 존슨 부인은 재키 케네디의 손을 잡고 "온 나라가 당신의 남편을 애도합니다"라고 말했다.
취임식의 유명한 사진은 존 F. 케네디의 공식 사진작가인 세실 스토턴이 찍었다. 스토턴의 제안에 따라 존슨은 그의 아내와 재클린 케네디를 옆에 세우고 카메라에서 약간 비켜서서 재클린 케네디의 핑크 샤넬 슈트에 묻은 피가 보이지 않도록 했다. 이 사진은 핫셀블라드 카메라로 촬영되었다. 취임식은 백악관 공보비서 맬컴 킬더프가 에어 포스 원의 딕터폰을 사용하여 녹음했다.

## 여파

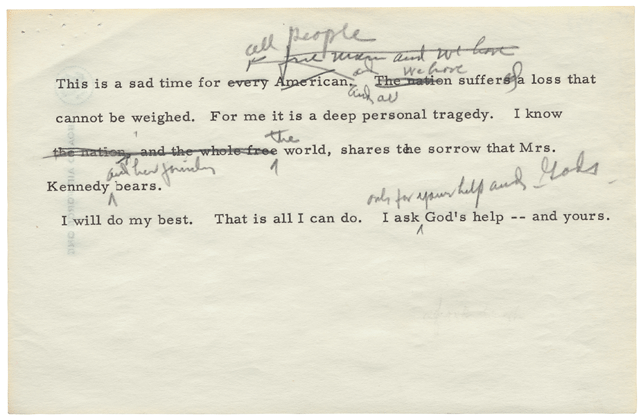
손으로 표시한 진술문

앤드루스 공군기지로 돌아오는 비행 중에 존슨은 로즈 케네디(JFK의 어머니)와 넬리 코널리(존 코널리 (정치인)의 아내)를 포함하여 여러 차례 무선 전화 통화를 했다. 또한 그는 모든 내각 구성원들에게 자리를 유지해 달라고 요청했고, 곧 의회의 양당 지도자들을 만나겠다고 밝혔다.
존슨은 잭 발렌티, 빌 모이어스, 그리고 리즈 카펜터에게 그날의 사건에 대한 짧은 성명을 작성해달라고 요청했고, 그 후 직접 약간 수정했다. 오후 6시 10분, 의회 지도자들이 모인 앤드루스 공군기지에 착륙한 후, 그는 이미 준비된 마이크 앞으로 걸어가 대통령으로서의 첫 공개 성명을 시작했다.
이것은 모든 사람들에게 슬픈 시간입니다. 우리는 헤아릴 수 없는 손실을 겪었습니다. 저에게는 깊은 개인적인 비극입니다. 전 세계가 케네디 부인과 그녀의 가족이 겪는 슬픔을 함께한다는 것을 압니다. 저는 최선을 다할 것입니다. 그것이 제가 할 수 있는 전부입니다. 여러분의 도움과 하나님의 도움을 구합니다.
존슨은 공군 기지에서 자신의 목소리를 높여야 했고, 나중에 이 발언이 가혹하고 날카롭게 들렸다고 생각하여 후회했다.

## 같이 보기
- 린든 B. 존슨 행정부
- 계속하자
- 1965년 린든 B. 존슨 대통령 취임식